# Centre international de recherche et de documentation sur le monachisme celtique
Le Centre international de recherche et de documentation sur le monachisme celtique (CIRDOMOC), est une association française créée en 1986 à la suite du colloque du quinzième centenaire de la fondation de l'abbaye de Landévennec (1985). Le centre réunit des chercheurs institutionnels (universités et CNRS), des étudiants, des chercheurs indépendants et des érudits locaux qui se sont assigné pour objectif d'étudier le monachisme celtique (au sens large) sous ses aspects les plus variés (tant matériels que spirituels). Le Centre publie ses travaux dans la série Britannia Monastica.